# Třebechovice pod Orebem
Třebechovice pod Orebem là một thị trấn thuộc huyện Hradec Králové, vùng Královéhradecký, Cộng hòa Séc.